# Taalwet bestuurszaken
De gecoördineerde wetten van 18 juli 1966 op het gebruik van de talen in bestuurszaken, kortweg de taalwet bestuurszaken, vormen een van de belangrijkste onderdelen van de taalwetgeving in België.
De wet is een samenvoeging van
- art. 7, § 2, van de wet van 28 juni 1932 op het gebruik van de talen in bestuurszaken;[3]
- delen van de wet van 8 november 1962 tot wijziging van provincie-, arrondissements- en gemeentegrenzen en tot wijziging van de wet van 28 juni 1932 op het gebruik van de talen in bestuurszaken en van de wet van 14 juli 1932 houdende taalregeling in het lager en in het middelbaar onderwijs;[4] en
- delen van de wet van 2 augustus 1963 op het gebruik van de talen in bestuurszaken.[5]

Voor het taalgebruik in rechtszaken, in het onderwijs en in het bedrijfsleven gelden andere specifieke taalwetten. Het privégebruik van talen (alles wat niet van het “openbaar gezag” of het “gerecht” afhangt) is vrij.

## Taalgebieden
Volgens de Grondwet omvat België vier taalgebieden: het Nederlandse taalgebied, het Franse taalgebied, het tweetalige gebied Brussel-Hoofdstad en het Duitse taalgebied. Hoofdstuk 2 van de taalwet bestuurszaken legt de grenzen van deze taalgebieden vast: zo valt het Nederlandse taalgebied samen met het Vlaams Gewest en het tweetalige gebied Brussel-Hoofdstad met het Brussels Hoofdstedelijk Gewest. Deze indeling kan enkel met een wet met bijzondere meerderheid aangepast worden.
Voor een aantal gemeenten in de eentalige taalgebieden beschrijft de taalwet bestuurszaken een speciaal statuut: de faciliteiten. Er wordt een onderscheid gemaakt tussen de randgemeenten enerzijds, en de taalgrensgemeenten anderzijds. De gemeenten die in de wettekst vermeld staan, zijn nog die van voor de gemeentefusie.

## Taalgebruik
De wet regelt verder het gebruik van talen in bestuurszaken. Dit geldt voor alle openbare overheden. De wet schrijft voor waar welke landstaal gebruikt moet worden: Nederlands, Frans of Duits.
De wet regelt zowel het taalgebruik van ambtelijke diensten intern en onderling als het taalgebruik met de burger. In de regel komt het erop neer dat de plaatselijke diensten in ieder taalgebied uitsluitend de eigen taal gebruiken.
De openbare diensten in het Brussels Hoofdstedelijk Gewest zijn tweetalig en moeten zich afhankelijk van de keuze van de burger van het Frans of van het Nederlands bedienen. Op gewestelijk niveau betekent dat tweetaligheid van de dienst, bij de plaatselijke besturen tweetaligheid van het personeel. Maar er is een ernstig tekort aan meertalig personeel. Men trachtte dit op te lossen via het taalhoffelijkheidsakkoord dat bij contractuele aanwerving voorrang geeft aan tweetalige kandidaten, maar de Raad van State schorste dat akkoord in 2003 en nogmaals in 2005 wegens ongrondwettelijk. Er is nog steeds geen echte vooruitgang in de kwestie.
Een ambtenaar in, bijvoorbeeld Antwerpen, is dus niet vrij in dienstverband de taal te spreken of te schrijven die hij wil. De wet gebiedt hem het Nederlands te gebruiken in alle contacten met alle burgers en collega's van het Nederlandse taalgebied en ook met alle collega's van het Brussels Hoofdstedelijk Gewest. Hetzelfde geldt overigens wederzijds voor die Brusselse collega.
De wet laat niettemin enkele vrijheden voor de “eentalige” ambtenaren. De communicatie tussen ambtenaren van de eentalige gebieden onderling is niet geregeld. In de praktijk zullen die vaak elk hun eigen taal gebruiken in een soort passieve tweetaligheid, dat wil zeggen: men verstaat de ander. De burgemeester van Luik zal zijn Antwerpse collega in het Frans aanschrijven en deze zal in het Nederlands antwoorden. De wet schept ook uitdrukkelijk de mogelijkheid, niet de verplichting, om burgers van buiten het eigen taalgebied in de eigen taal te behandelen. Iemand uit Frankrijk of Wallonië mag in Antwerpen in het Frans geholpen worden, een Franstalige Antwerpenaar niet.
In de faciliteitengemeenten is de regeling vaak zeer specifiek. In het officiële verkeer intern, onder elkaar en met de centrale diensten in het Brussels Hoofdstedelijk Gewest moeten de overheden er de taal van het gebied gebruiken. Maar als een tegemoetkoming voor de anderstalige inwoners, kan de particuliere bevolking op verzoek de gemeentelijke diensten in de door betrokkene gebruikte taal verkrijgen (voor zover dat het Nederlands of het Frans is). De Vlaamse overheid spoort via de omzendbrief-Peeters de faciliteitengemeenten aan deze faciliteiten restrictief en strikt te interpreteren, onder andere door de Franstalige burgers in de faciliteitengemeenten die tegemoetkoming telkens opnieuw te laten aanvragen. In een "salomonsoordeel" van 20 juni 2014 heeft de (tweetalige) algemene vergadering van  de Raad van State een tussenoplossing gedicteerd: inwoners moeten aanvragen om in het Frans bediend te worden, maar zo'n aanvraag geldt in beginsel voor een periode van 4 jaar (arrest nr. 222.776, Thiery, http://www.raadvst-consetat.be/arr.php?nr=227776&l=nl).
Akten en andere documenten die in de verkeerde taal opgemaakt zijn, zijn volgens de wet nietig maar de wet biedt de mogelijkheid ze te vervangen door een anderstalige, juiste versie.